# Matt Clark (attore)
Matt Clark (Washington, 25 novembre 1936) è un attore statunitense.

## Filmografia parziale

### Cinema
- La calda notte dell'ispettore Tibbs (In the Heat of the Night), regia di Norman Jewison (1967)
- Costretto ad uccidere (Will Penny), regia di Tom Gries (1968)
- Il ponte di Remagen (The Bridge at Remagen), regia di John Guillermin (1969)
- Macho Callagan (Macho Callahan), regia di Bernard L. Kowalski (1970)
- Monty Walsh, un uomo duro a morire (Monte Walsh), regia di William A. Fraker (1970)
- La notte brava del soldato Jonathan (The Beguiled), regia di Don Siegel (1971)
- Grissom Gang (Niente orchidee per Miss Blandish) (The Grissom Gang), regia di Robert Aldrich (1971)
- I cowboys (The Cowboys), regia di Mark Rydell (1972)
- Per una manciata di soldi (Pocket Money), regia di Stuart Rosenberg (1972)
- La banda di Jesse James (The Great Northfield Minnesota Raid), regia di Philip Kaufman (1972)
- Corvo rosso non avrai il mio scalpo! (Jeremiah Johnson), regia di Sydney Pollack (1972)
- L'uomo dai 7 capestri (The Life and Times of Judge Roy Bean), regia di John Huston (1972)
- L'imperatore del Nord (Emperor of the North Pole), regia di Robert Aldrich (1973)
- McKlusky, metà uomo metà odio (White Lightning), regia di Joseph Sargent (1973)
- L'ispettore Martin ha teso la trappola (The Laughing Policeman), regia di Stuart Rosenberg (1973)
- Pat Garrett e Billy Kid (Pat Garrett and Billy the Kid), regia di Sam Peckinpah (1973)
- Il texano dagli occhi di ghiaccio (The Outlaw Josey Wales), regia di Clint Eastwood (1976)
- L'uomo di Santa Cruz (Kid Vengeance), regia di Joseph Manduke (1977)
- Driver l'imprendibile (The Driver), regia di Walter Hill (1978)
- Brubaker, regia di Stuart Rosenberg (1980)
- La leggenda del ranger solitario (The Legend of the Lone Ranger), regia di William A. Fraker (1981)
- Triade chiama Canale 6 (An Eye for an Eye), regia di Steve Carver (1981)
- Honkytonk Man, regia di Clint Eastwood (1982)
- State uniti in America (Some Kind of Hero), regia di Michael Pressman (1982)
- Le avventure di Buckaroo Banzai nella quarta dimensione (The Adventures of Buckaroo Banzai Across the 8th Dimension), regia di W. D. Richter (1984)
- Country, regia di Richard Pearce (1984)
- Nel fantastico mondo di Oz (Return to Oz), regia di Walter Murch (1985)
- Ultima occasione (Tuff Turf), regia di Fritz Kiersch (1985)
- Eroi per un amico (Let's Get Harry), regia di Stuart Rosenberg (1986)
- La casa 7 (The Horror Show), regia di James Isaac (1989)
- Uomini al passo (Cadence), regia di Martin Sheen (1990)
- Ritorno al futuro - Parte III (Back to the Future Part III), regia di Robert Zemeckis (1990)
- Conflitto di classe (Class Action), regia di Michael Apted (1991)
- L'inferno nello specchio (Candyman 2) (Candyman: Farewell to the Flesh), regia di Bill Condon (1995)
- Homegrown - I piantasoldi (Homegrown), regia di Stephen Gyllenhaal (1999)
- Il cammino per Santiago (The Way), regia di Emilio Estevez (2010)
- Un milione di modi per morire nel West (A Million Ways to Die in the West), regia di Seth MacFarlane (2014)

### Televisione
- Ben Casey – serie TV, episodio 5x23 (1966)
- Polvere di stelle (Bob Hope Presents the Chrysler Theatre) – serie TV, episodio 3x24 (1966)
- Death Valley Days – serie TV, episodio 16x08 (1967)
- Due avvocati nel West (Dundee and the Culhane) – serie TV, 2 episodi (1967)
- Il ladro (T.H.E. Cat) – serie TV, episodio 1x22 (1967)
- La pattuglia del deserto (The Rat Patrol) – serie TV, episodio 2x09 (1967)
- Bonanza – serie TV, episodio 11x02 (1969)
- N.Y.P.D. – serie TV, episodio 2x20 (1969)
- Reporter alla ribalta (The Name of the Game) – serie TV, 2 episodi (1969-1970)
- Kung Fu - serie TV, episodio 2x11 (1973)
- Una famiglia americana (The Waltons) – serie TV, episodio 2x09 (1973)
- A tutte le auto della polizia (The Rookies) – serie TV, episodio 2x17 (1974)
- Melvin Purvis G-MAN, regia di Dan Curtis – film TV (1974)
- The Execution of Private Slovik, regia di Lamont Johnson – film TV (1974)
- The Great Ice Rip-Off, regia di Dan Curtis – film TV (1974)
- This Is the West That Was, regia di Fielder Cook – film TV (1974)
- The Kansas City Massacre, regia di Dan Curtis – film TV (1975)
- La casa nella prateria (Little House on the Prairie) - serie TV, episodi 1x18-1x20-5x23 (1975-1979)
- Dog and Cat – serie TV, 6 episodi (1977)
- Coppia di regine (Lacy and the Mississippi Queen), regia di Robert Butler – film TV (1978)
- Lucan - serie TV, 1 episodio (1978)
- La banda Dalton (The Last Ride of the Dalton Gang) – film TV (1979)
- Casa Butterfield (The Children Nobody Wanted), regia di Richard Michaels – film TV (1981)
- Dynasty – serie TV, 2 episodi (1981-1982)
- Incubo dietro le sbarre (In the Custody of Strangers), regia di Robert Greenwald – film TV (1982)
- ABC Afterschool Specials – serie TV, 1 episodio (1983)
- Highway Honeys, regia di Rod Amateau – film TV (1983)
- Venti di guerra (The Winds of War) – miniserie TV, 1 episodio (1983)
- Fuori nel buio (Out of the Darkness), regia di Jud Taylor – film TV (1985)
- Hardcastle & McCormick (Hardcastle and McCormick) – serie TV, episodio 3x05 (1985)
- Magnum, P.I. - serie TV, episodio 5x22 (1985)
- Per amore di Mary (Love, Mary), regia di Robert Day – film TV (1985)
- Il vivo e il morto (The Quick and the Dead), regia di Robert Day – film TV (1987)
- Blind Witness - Testimone nel buio (Blind Witness), regia di Richard Colla – film TV (1989)
- CBS Summer Playhouse – serie TV, 1 episodio (1989)
- Highway 91 - Strada senza uscita (Terror on Highway 91), regia di Jerry Jameson – film TV (1989)
- Voci nella notte (Midnight Caller) – serie TV, episodio 1x05 (1989)
- Barbarians at the Gate, regia di Glenn Jordan – film TV (1993)
- Grace Under Fire – serie TV, 4 episodi (1993-1995)
- Marito nemico (Dead Before Dawn), regia di Charles Correll – film TV (1993)
- Lois & Clark - Le nuove avventure di Superman (Lois & Clark: The New Adventures of Superman) – serie TV, episodio 1x13 (1994)
- A Season of Hope, regia di Marcus Cole – film TV (1995)
- Colomba solitaria (Lonesome Dove: The Series) – serie TV, 1 episodio (1995)
- La divisa strappata (She Stood Alone: The Tailhook Scandal), regia di Larry Shaw – film TV (1995)
- Screen Two – serie TV, 1 episodio (1995)
- The Jeff Foxworthy Show – serie TV, 12 episodi (1995-1996)
- Ravenhawk (Raven Hawk), regia di Albert Pyun - film TV (1996)
- Trilogia del terrore II (Trilogy of Terror II), regia di Dan Curtis – film TV (1996)
- Walker Texas Ranger – serie TV, episodi 4x23-9x23-9x24 (1996-2001)
- Il tocco di un angelo (Touched by an Angel) – serie TV, episodio 4x11 (1997)
- The Visitor – serie TV, 1 episodio (1997)
- Jarod il camaleonte (The Pretender) – serie TV, episodio 2x17 (1998)
- The Practice - Professione avvocati (The Practice) – serie TV, episodio 3x03 (1998)
- Chicago Hope - serie TV, 1 episodio (2000)

## Doppiatori italiani
Nelle versioni in italiano delle opere in cui ha recitato, Matt Clark è stato doppiato da:
- Sandro Sardone in Ravenhawk, Ritorno al futuro - Parte III
- Gianfranco Bellini ne Il ponte di Remagen
- Natalino Libralesso ne La casa nella prateria
- Manlio De Angelis in Driver l'imprendibile
- Sandro Iovino in Brubaker
- Carlo Valli in Honkytonk Man
- Donato Sbodio in Incubo dietro le sbarre
- Maurizio Scattorin in Incubo dietro le sbarre
- Romano Malaspina in Le avventure di Buckaroo Banzai nella quarta dimensione
- Raffaele Uzzi in Nel fantastico mondo di Oz
- Antonio Paiola in Blind Witness - Testimone nel buio
- Michele Kalamera in Conflitto di classe
- Dario Penne in  La banca del seme più pazzo del mondo
- Oliviero Dinelli in L'inferno nello specchio (Candyman 2)
- Emilio Cappuccio ne Il cammino per Santiago
- Dante Biagioni in Un milione di modi per morire nel West